# Херриг, Эми
Эми Херриг (англ. Amy Herrig; род. 16 июня 1977 года в Дубьюке, Айова, США) — американская профессиональная баскетболистка, выступала в женской национальной баскетбольной ассоциации. Была выбрана на драфте ВНБА 1999 года в четвёртом раунде под общим тридцать восьмым номером командой «Сакраменто Монархс», однако выступать стала только со следующего сезона за клуб «Юта Старз». Играла на позиции центровой.

## Ранние годы
Эми Херриг родилась 16 июня 1977 года в небольшом городке Дубьюк (штат Айова), у неё есть брат, Скотт, а училась она там же в одноимённой средней школе, в которой выступала за местную баскетбольную команду.